# フーゴ・フォン・フライターク＝ローリングホーフェン

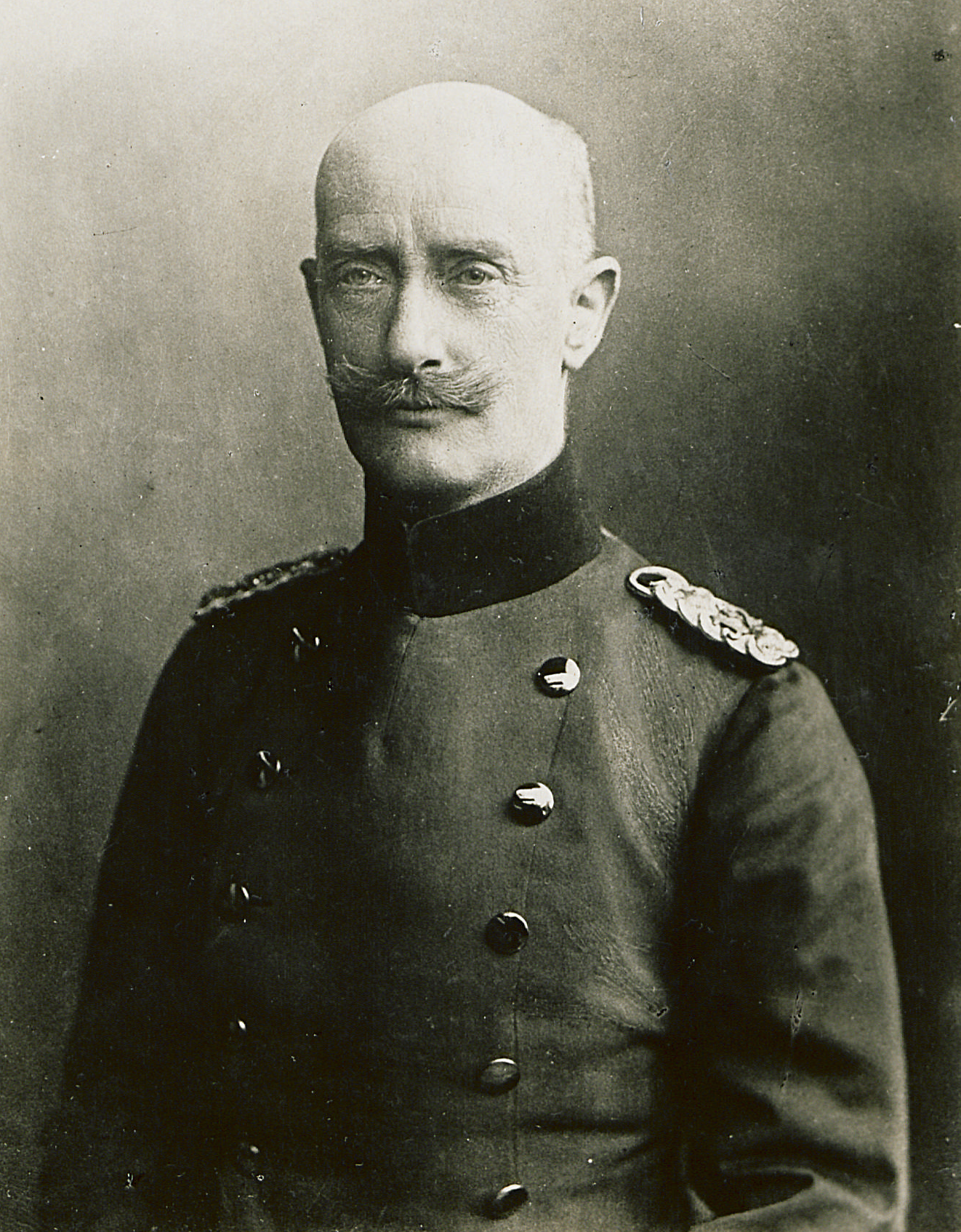

フーゴ・フリードリヒ・フィリップ・ヨハン・フライヘア・フォン・フライターク＝ローリングホーフェン (Hugo Friedrich Philipp Johann Freiherr von Freytag-Loringhoven, 1855年5月20日,コペンハーゲン生 - 1924年10月19日,ヴァイマル没) は、ドイツ帝国の軍人・軍事史家で、1916年に軍事史家としての業績に対してプール・ル・メリット勲章を授与された。最終階級は歩兵大将。 
フライターク＝ローリングホーフェン家は由緒あるヴェストファーレン貴族の家系であり、父カール・フォン・フライターク＝ローリングホーフェンは外交官であった。ドイツ統一後の1877年にドイツ帝国陸軍に入隊し、1887年から1896年までベルリンのプロイセン陸軍士官学校で軍事史の教官を務めた。その後、しばらくの間アルフレート・フォン・シュリーフェンに仕え、後に「シュリーフェンのお気に入りの弟子」と呼ばれた。1907年にはフランクフルト・アン・デア・オーダーで第12擲弾兵連隊を指揮した。1910年には参謀本部兵站部長になり、1913年12月からはカッセルの第22師団を指揮した。 
第一次世界大戦で動員令が出ると、オーストリア＝ハンガリー軍との連絡官となった。その後、参謀本部に兵站総監副官 (Stellvertretender Generalquartiermeister) として復帰し、エーリッヒ・フォン・ファルケンハインを非公式に補佐したが、影響力が発揮できず悩まされた。続いて短期間ながら第9予備軍団と第17予備師団の指揮を執り、1916年9月には再び参謀本部に戻った。1918年4月18日に歩兵大将に昇進した。 
著書としては以下がある。 
- Folgerungen aus dem Weltkriege (1918)
 英訳は Deductions from the World War

息子レオポルドは、 ダダイスムの芸術家・詩人エルザ・フォン・フライターク＝ローリングホーフェンと結婚した。 